# La Croisière du Cachalot
La Croisière du Cachalot est le récit autobiographique d'un marin anglais, Frank Bullen, embarqué en 1875 sur un baleinier de New Bedford (Massachusetts), pour une campagne de pêche qui va durer plus de 3 ans.

## Synopsis
Frank Bullen, sans doute orphelin, embarque à 11 ans sur un navire de commerce pour échapper aux bas-fonds de Londres. À 18 ans, il se retrouve, sans l'avoir souhaité, embarqué à bord d'un baleinier pour une campagne de pêche de 40 mois. 20 ans plus tard, en 1898, devenu employé de bureau à Londres, il publie ce récit qui aura un tel succès qu'il fera par la suite de l'écriture son gagne-pain. Dans une de ses lettres, Rudyard Kipling en parle comme d'un "chef-d’œuvre du genre",.
Son récit est un témoignage de la pêche à la baleine à l'époque de la marine à voile. Celle-ci est alors une activité majeure des ports de la côte Nord-Est des États-Unis, qui entretiennent des flottes toujours plus importantes. La pêche doit être menée dans des zones maritimes de plus en plus éloignées car les troupeaux de baleines sont progressivement décimés (20 plus tard, à l'époque ou Frank Bullen écrit son ouvrage, la pêche à la baleine est en pleine crise).
La vie d'un marin en cette période est difficile : embarqué pour 2 à 3 ans sans pratiquement toucher terre, il a de fortes chances de périr dans l'aventure. S'il survit, le faible pécule qu'il reçoit pour sa vie de bagnard lui permet rarement de s'établir à terre : il n'a donc le choix que de trouver un nouvel embarquement.
Au cours de cette campagne de pêche, ponctuée de drames, le Cachalot - le nom du baleinier - va parcourir toutes les mers, de l'Arctique à l'Antarctique.